# أوينو

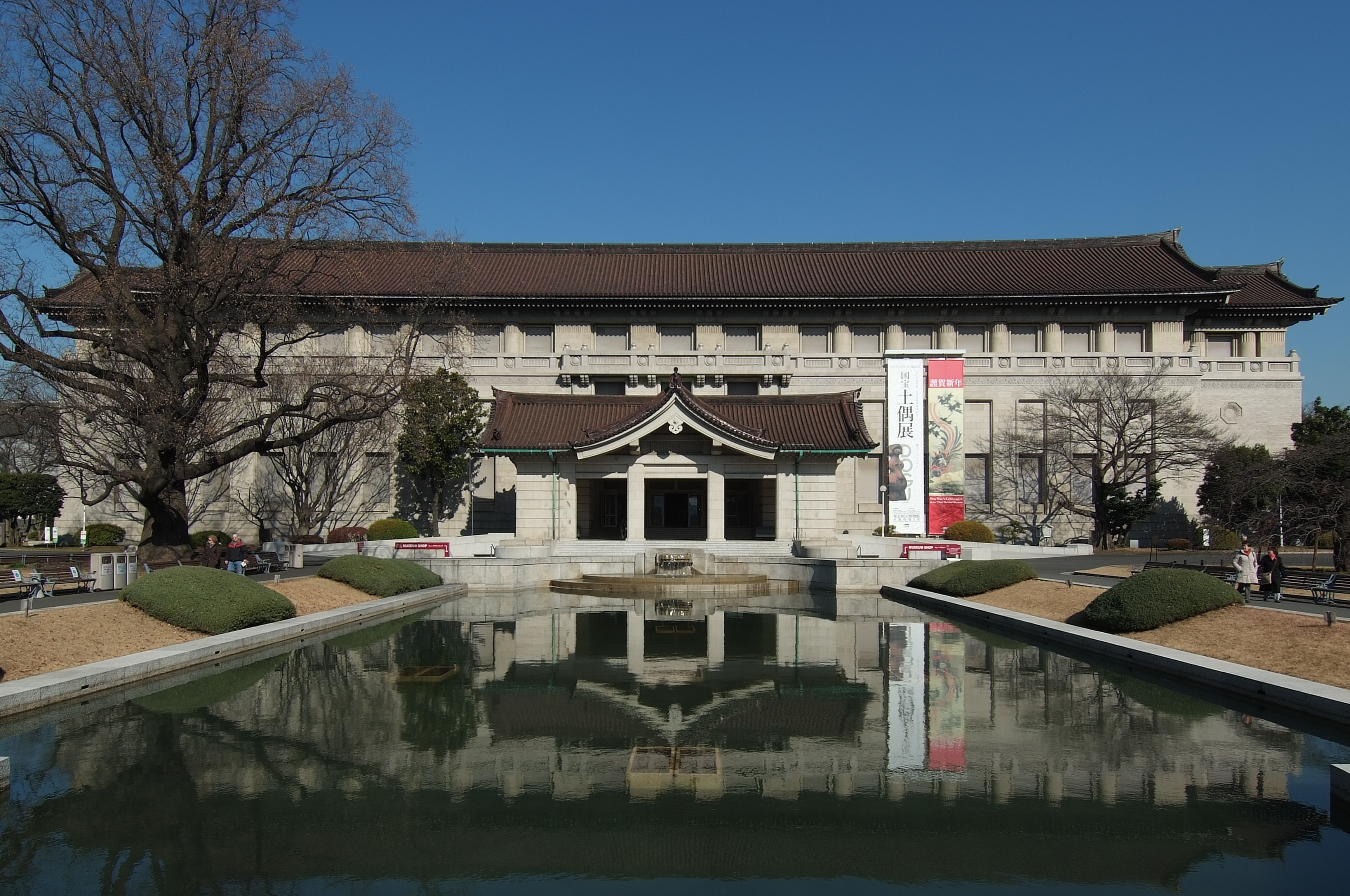
متحف طوكيو الوطني في أوينو

أوينو (باليابانية: 上野 أوينو) هي منطقة من مناطق تايتو، طوكيو تشتهر بمحطة أوينو وحديقة أوينو بالإضافة إلى العديد من أشهر متاحف اليابان التاريخية والطبيعية كمتحف طوكيو الوطني، المتحف الوطني للفن الغربي، متحف العلوم الوطني والعديد من المعابد البوذية.
تعتبر أوينو جزء من شيتاماتشي والتي تعني حرفياً المدينة السفلى حيث كان يسكن الصناع والحرفيين وليس الأرستقراطيين أو العسكريين.